# 國家衛生院 (美國)
美國國家衛生院（英語：National Institutes of Health），隸屬於美國衛生及公共服務部，是美國聯邦政府中首要的生物醫學研究机构。
2006年的資料顯示，此機構花費美國全國28%的年度生物醫學研究經費，約280億美元，其中多數來自產業界的支援。NIH主要可分兩大部分，一部分負責支援研究院之外的生物医学研究，另一部分則負責直接由研究院指導的內部研究，大多是在位於馬里蘭州貝塞斯達的部門進行。
國家衛生院由27個不同的生物醫學學科和研究中心組成，負責許多科學成就，包括發現防止蛀牙的氟化物，使用鋰來治療雙相情感障礙，以及創建針對肝炎，流感嗜血桿菌（HIB）和人乳頭瘤病毒（HPV）的疫苗。
在政府资助医学研究方面，美国国立卫生院的支出超过了前20名其他政府机构的总和。

## 研究所和中心
美国国立卫生研究院总共设有27家研究所和研究中心，其中最早设立的是1937年建立的美国国家癌症研究所，另有美国国家医学图书馆等科研辅助机构。

## 其他地区类似机构
- 中国医学科学院
- 國家衛生研究院 (台灣)
- 全國神經紊亂和中風研究院（英语：National Institute of Neurological Disorders and Stroke）

## 外部連結
- 官方网站

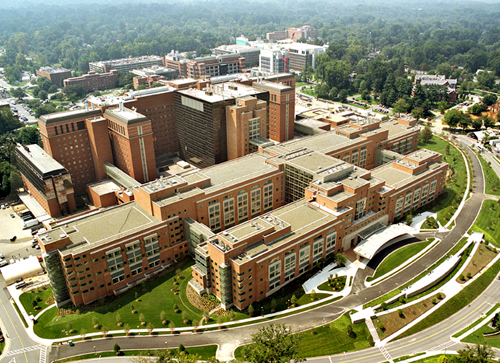
國家衛生院臨床中心医院

- National Institutes of Health（页面存档备份，存于） in the Federal Register
- U.S. Scientific Grant Funding Database
- Regional Medical Programs（页面存档备份，存于） Collection of information on NIH's Regional Medical Programs, from the National Library of Medicine
- Nice health tips for all age people（页面存档备份，存于）